# Mesochorus oaxacae
Mesochorus oaxacae är en stekelart som beskrevs av Dasch 1974. Mesochorus oaxacae ingår i släktet Mesochorus och familjen brokparasitsteklar. Inga underarter finns listade i Catalogue of Life.